# Raven (gruppo musicale)
I Raven sono un gruppo musicale heavy metal formato nel 1975 a Newcastle upon Tyne, Inghilterra, dai fratelli Mark (chitarra) e John Gallagher (basso, voce).

## Storia

### Le origini
Nati a metà degli anni '70 a Newcastle upon Tyne per mano dei fratelli John e Mark Gallagher, i Raven velocemente aprirono la strada alla rinascita dell'heavy metal chiamata NWOBHM, che stava avvenendo nel Regno Unito (paradossalmente, la band tentò in tutti i modi di evitare l'etichetta di "heavy metal band"). I Raven iniziarono creando un suono basato sull'heavy metal britannico con sfumature progressive e accenni ad azzardi musicali, come l'introduzione di ritmiche reggae in alcuni brani. Con l'entrata del batterista Rob "Wacko" Hunter, svilupparono un modo di suonare ed un'immagine della band descritte come athletic metal. Iniziarono ad esporre divise, caschi ed altri oggetti relativi a diversi sport (hockey, baseball,...): ad esempio furono usate delle gomitiere per suonare i piatti della batteria.

### Gli anni '80
Col tempo la band firmò un contratto con la Neat Records, la leggendaria etichetta heavy metal, pubblicando Wiped Out e Rock Until You Drop ad un anno di distanza, ed irrompendo nelle classifiche inglesi dell'epoca. Fecero tanto scalpore per il mercato americano che presero contatti con la Megaforce Records del New Jersey, pubblicando il loro successivo album negli Stati Uniti: All for One. Nel 1983 intrapresero un tour con i Metallica e gli Anthrax, entrambi guadagneranno un posto come esponenti del nascente movimento thrash metal. Johnny Zazula, il loro manager nonché fondatore della Megaforce, credette che i Raven potessero puntare ad un'etichetta più importante ed organizzò diversi tour fino a che non ricevette notizie da qualche major discografica. Il malfamato Live at the Inferno fu la registrazione di uno di quei live. La Atlantic Records firmò con i Raven un contratto dopo una piccola asta. La band spostò così definitivamente la sua base da Newcastle a New York.
Il 1985 fu l'anno di Stay Hard, altro disco della band, ma gli anni con la Atlantic si dimostrarono meno fantastici di quanto immaginassero. Sotto gli ordini della casa discografica ci fu una drastica svolta verso vie più "commerciali" orientandosi sull'hair metal, così numerosi affezionatissimi fans vennero allontanati dal leggero e irrilevante The Pack Is Back (in effetti le vendite della band con le loro strane incursioni musicali e la loro immagine confusa furono molto difficili). In ogni caso la band registrò due LP e l'EP Mad prima di venire abbandonata dalla Atlantic. Dopo aver partecipato ad un tour con l'album Life's a Bitch, Wacko lasciò la band per spendere più tempo con la sua nuova moglie e la sua famiglia. Gli sarebbe piaciuto intraprendere più tardi una carriera nella produzione audio, eventualmente lavorando con dei grandi del jazz come Branford Marsalis e Harry Connick Jr.. Il virginiano Joe Hasselvander (ex-Pentagram) prese il suo posto dietro i tamburi e la band abbandonò la bizzarra immagine per un più classico look alla "denim and leather" (tradotto sarebbe jeans e pelle, i tessuti tipici di chi ascolta heavy metal) per la loro uscita nel 1988 con l'album Nothing Exceeds Like Excess. Ma l'avvento del grunge e lo scioglimento della loro etichetta discografica (Combat Records) spinsero la band a concentrarsi sull'Europa e il Giappone, dove avevano ancora numerosi seguaci.

### Gli anni '90
Nel 1990 la band registrò in Germania l'album Architect of Fear, autoprodotto, dato alle stampe dalla Steamhammer. Il 1991 li ha visti girare l'Europa accompagnando in tour la band tedesca Running Wild. Nel 1992 la band diede alle stampe un EP chiamato Heads Up, contenente 4 nuove canzoni in studio e 3 tracce dal vivo del tour del 1991.

### Gli anni '00 e '10
Il gruppo registrò e si esibì sino al 2001, quando un muro cadde addosso a Mark, rompendogli le gambe. I Raven presero una pausa per i successivi 5 anni durante la riabilitazione del chitarrista. Dal 2006 i Raven sono tornati sulle scene con una nuova uscita in cantiere, l'album Walk Through Fire, che è stato pubblicato nel 2009.
Nel 2014 il gruppo ha registrato un album di cover, Party Killers, e il 10 ottobre 2014 ha lanciato su Kickstarter una raccolta di fondi pubblica per finanziare il nuovo album ExtermiNation: Party Killers è stato offerto ai finanziatori del progetto, e dopo 49 giorni la campagna è stata chiusa con successo.

## Formazione

### Formazione attuale
- John Gallagher – basso, voce (1975-presente)
- Mark Gallagher – chitarre (1975-presente)
- Joe Hasselvander – batteria (1988-presente)

### Ex componenti
- Paul Sherrif – batteria (1975-1976)
- Paul Bowden – chitarre (1975-1979)
- Mick Kenworthy – batteria (1976-1977)
- Sean Taylor – batteria (1977-1979)
- Pete Shore – chitarre (1979-1980)
- Rob “Wacko” Hunter – batteria (1979-1988)

### Turnisti
- Jimmy Mess – batteria
- Dave Chedrick – batteria (2017-presente)
- Mike Heller – batteria (2017-presente)

## Discografia

### Album in studio
- 1981 – Rock Until You Drop
- 1982 – Wiped Out
- 1983 – All for One
- 1985 – Stay Hard
- 1986 – The Pack Is Back
- 1987 – Life's a Bitch
- 1988 – Nothing Exceeds Like Excess
- 1991 – Architect of Fear
- 1994 – Glow
- 1997 – Everything Louder
- 1999 – One for All
- 2009 – Walk Through Fire
- 2015 – ExtermiNation
- 2020 – Metal City
- 2023 – All Hell's Breaking Loose

### Album dal vivo
- 1984 – Live at the Inferno
- 1995 – Destroy All Monsters - Live in Japan

### Demo
- 2006 – Demo

### EP
- 1985 – Pray For The Sun
- 1986 – Mad
- 1991 – Heads Up
- 2004 – For The Future
- 2015 – Party Killers
- 2025 – Can't Take Away the Fire

### Singoli
- 1980 – Don't Need Your Money
- 1981 – Hard Ride
- 1982 – Crash, Bang, Wallop / Rock Hard
- 1983 – Break the Chain
- 1983 – Born to Be Wild
- 1985 – On and On
- 1985 – Restless Child
- 1986 – The Pack is Back (12", promo)
- 1986 – Gimme Some Lovin'
- 2015 – Destroy All Monsters

### Split
- 1989 – The Ultimate Revenge 2 (con Dark Angel, Death, Forbidden e Faith or Fear)
- 1992 – Radio Hell: The Friday Rock Show Sessions (con Venom e Warfare)

### Raccolte
- 1985 – The Devil's Carrion
- 1990 – Unreleased Tracks
- 1993 – Mind Over Metal
- 1998 – Stark Raven Mad: The Best of Raven
- 1999 – Raw Tracks
- 2002 – All Systems Go! - The Neat Anthology
- 2022 – Leave 'Em Bleeding

### Cofanetti
- 2005 – 2 Originals Of Raven (Glow / Everything Louder)

## Videografia
- 1991 – Electro Shock Therapy
- 2013 – Rock Until You Drop - A Long Day's Journey (2 DVD)

### Dal vivo
- 2004 – For The Future

#### Partecipazioni
- 2006 –  AA. VV. – Keep It True V (Speed Of The Reflex, Mind Over Metal, Faster Than The Speed Of Light, The King, The Inquisitor, On & On, Don´t Need Your Money)

### Split
- 1989 – Ultimate Revenge 2 (con Dark Angel, Death, Forbidden e Faith or Fear)